# Перевлесский, Пётр Миронович
Пётр Миронович Перевлесский (1814? — 3 (15) сентября 1866) — русский педагог.

## Биография
Сын дьякона Рязанской губернии; учился в Рязанской духовной семинарии, затем благодаря содействию попечителя Рязанской гимназии Н. Г. Рюмина был принят казённокоштным студентом в Московский университет; учился на историко-филологическом факультете.
Преподавал в разных учебных заведениях: учителем русской словесности и логики в Ярославской гимназии; в пансионе Прибытковой (в Костроме), Московском дворянском институте (1843—1848), Лазаревском институте восточных языков (с 1844). В 1849 году, после упразднения дворянского института, был определён инспектором в 3-й московской гимназии (1849—1851). В 1851 году был назначен инспектором костромской гимназии, но тут же получил должность адъюнкт-профессора русской словесности в Александровском лицее, — с 1862 года назначен профессором русской словесности; был секретарем Совета лицея (1851—1864). В 1852—1860 годах он преподавал ещё и в школе гвардейских подпрапорщиков и кавалерийских юнкеров.
Его литературная деятельность началась в 1839 году, в Ярославле, изданием «Русской орфографии». В 1842 году был издан его труд «Практический синтаксис сложного предложения и стихосложение» и в том же году: «Начертание русского синтаксиса». — Москва: Унив. тип., 1847. — 193 с.
Перевлесский внёс большой вклад в историю русской учебной литературы, им были составлены известные учебные пособия: «Русское стихосложение» (1853), «Памятники старо-славянского языка» (1854), «Практическая русская грамматика» (1854—1855), «Грамматика старославянского языка» (1851, 2-е изд. — 1856, 3-е изд. — 1862), «Предметные уроки по Песталоцци» (1862) и др. Его «Славянская грамматика с изборником» (1863) много раз переиздавалась, и в предисловии к десятому изданию его преемник в лицее В. В. Никольский написал: «Эта книга оставалась любимою во всех школах, по которым она расходилась в десятках тысяч экземпляров».
В 1846 году он задумал издать, по возможности, самую дешёвую библиотеку русских писателей с их биографиями, критическими статьями и избранными сочинениями. Им были подготовлены и изданы (к изданному в 1846 году М. В. Ломоносову), А. Д. Кантемир (1849), Д. И. Фонвизин и Н. М. Языков (1858); было подготовлено издание В. К. Тредиаковского.